# Gerdingen
Gerdingen (Limburgs: Gêringe) is een dorp in de Belgische provincie Limburg, en een deelgemeente van de stad Bree. Het was een zelfstandige gemeente tot het bij de fusie van 1965 toegevoegd werd aan de gemeente Bree. Binnen de deelgemeente Gerdingen bevinden zich de gehuchten Gerkenberg en Nieuwstad.
De deelgemeente Gerdingen ligt in het westen van de fusiegemeente maar de dorpskom zelf ligt onmiddellijk ten noordwesten van het stadscentrum van Bree waarmee het is vergroeid. Gerdingen heeft zich ontwikkeld van een Kempens landbouwdorp tot een woondorp. De wegen van Bree naar Peer en naar Meeuwen doorkruisen de deelgemeente. Langs deze wegen is er lintbebouwing. De rest van Gerdingen is nog agrarisch met verscheidene landbouwbedrijven.

## Toponymie
Gerdingen werd voor het eerst vermeld in 1139, als Ingengeis. Het voorvoegsel Gerd duidt op een persoonsnaam, en het achtervoegsel ingen of heim, verblijfplaats. De naam wordt geduid als zijnde Merovingisch of Karolingisch.

## Geschiedenis

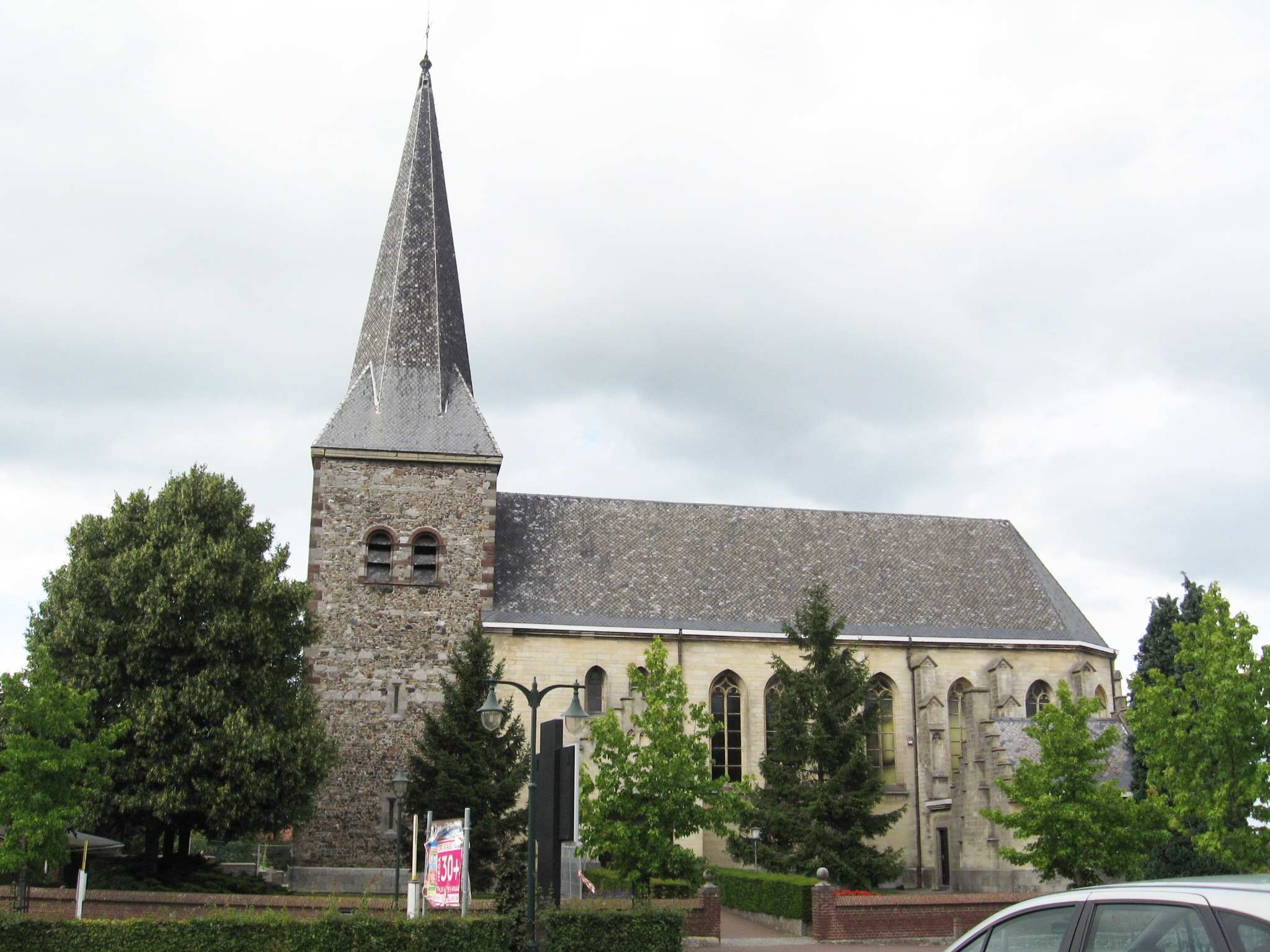
De Onze-Lieve-Vrouwkerk

Gerdingen ontwikkelde zich in de vroege Middeleeuwen als een nederzetting op de overgang van het dal van de Genattebeek of Zuurbeek naar de hogere heidegronden.
Oorspronkelijk was Gerdingen een allodium dat in 965 zou hebben toebehoord aan de Sint-Maartensbasiliek te Luik. Later werd Gerdingen met het gehucht Nieuwstad een Loons leen. Deze heerlijkheid omvatte ook Nieuwstad, een nederzetting die direct buiten de wallen van Bree was gelegen. Ze was al vóór 1241 in handen van de heren van Stein. Andere Heren van Gerdingen en Nieuwstad kwamen uit de families der Merwede (vijftiende eeuw), Rode van Opsinnich (1469), van Werst (1472), Van Eynatten Van Lichtenberg (1554) en Van Schaesbergh (1659 tot de Franse tijd). In de buurt van de kerk van Gerdingen heeft mogelijk hun burcht gestaan.
Gerdingen maakte deel uit van de Vier Crispelen, een ministaatje met Bree als centrum. Het had echter een eigen schepenbank.
Gerdingen behoorde oorspronkelijk tot de Sint-Martinusparochie van Beek, die vrijwel geheel Bree omsloot.
Industrie is er in Gerdingen niet geweest, afgezien van een dakpannen- en steenfabriekje dat in 1833 werd vermeld.

## Demografische ontwikkeling
- Bronnen:NIS, Opm:1831 tot en met 1970=volkstellingen; 1976 = inwoneraantal op 31 december

## Natuur en landschap
Gerdingen ligt aan de rand van het Kempens Plateau. De steilrand die de begrenzing hiervan met de Vlakte van Bocholt vormt, toont hier echter slechts een hoogteverschil van enkele meters. Langs het dal van de Genattebeek lagen beemden, welke na 1940 in onbruik raakten, soms beplant werden met populieren maar ook wel terug veranderden in elzenbroekbos of rietland. In 1807 kreeg Gerdingen 308 ha gemeenschappelijk heidegebied toegewezen, en dit werd in de 19e eeuw met naaldhout bebost. Begin 20e eeuw werd dit bos in landbouwgebied omgezet. Tegenwoordig is er veel intensieve veehouderij.

## Bezienswaardigheden
- De laatgotische Onze-Lieve-Vrouwkerk uit de 16de eeuw. De romaanse toren dateert uit de 12de eeuw. De onderbouw van de toren is nog ouder en dateert van de 11de eeuw. In 1704 werd het schip verhoogd, in 1718 werd de toren verhoogd en in 1726 werd de volledige kerk gerestaureerd. In 1881 brandde de kerk af maar ze werd tussen 1884 en 1888 terug opgebouwd. In de kerk staat een houten beeld uit 1280. De kerk werd in 1981 beschermd als monument en samen met het omringende kerkhof ook beschermd als dorpsgezicht.
- Het Klooster van Gerkenberg heeft een neogotische kerk toegewijd aan Onze-Lieve-Vrouw van de Carmel. Het kloostercomplex werd gebouwd tussen 1914 en 1919 door de karmelieten. Tegenwoordig is het een rusthuis en dienstencentrum.

## Nabijgelegen kernen
Bree, Reppel, Bocholt
Deelgemeenten: Beek · Bree · Gerdingen · Opitter · Tongerlo

Overige kernen: Gerkenberg · 't Hasselt · Nieuwstad · Vostert

Belgische gemeenten · Arrondissement Maaseik · Limburg · Vlaanderen